# Nate Pierre-Louis
Nate Pierre-Louis (Plainfield, 23 dicembre 1998) è un cestista statunitense.

## Palmarès
- Jason Collier Sportsmanship Award (2023)